# الأبازي (حبيش)

تعديل مصدري - تعديل

الأبازي هي إحدى قرى عزلة الذارحي بمديرية حبيش التابعة لمحافظة إب، بلغ تعداد سكانها 102 نسمة حسب تعداد اليمن لعام 2004.